# Marsabit (hrabstwo)
Hrabstwo Маrsabit – hrabstwo w Kenii. Jego stolicą jest Маrsabit, a także największe miasto Моyale. Hrabstwo liczy w 2019 roku 460 tys. mieszkańców, z czego większość to lud Borana. 

## Geografia
Hrabstwo położone jest w północnej części Kenii. Graniczy ze wschodnim brzegiem jeziora Turkana. Marsabit graniczy z trzema hrabstwami: Wajir na wschodzie, Turkana na zachodzie i z Isiolo na południu. Graniczy także z krajem Etiopii od północy. 
Marsabit otrzymuje od 200 do 1000 mm opadów rocznie, a średnie opady wynoszą 254 mm. To czyni go jednym z najsuchszych hrabstw Kenii. Większość opadów (pora deszczowa) jest odbierana w kwietniu i listopadzie.

## Religia
Struktura religijna w 2019 roku wg Spisu Powszechnego:
- islam – 48,5%
- katolicyzm – 22,3%
- tradycyjne religie plemienne – 15,5%
- protestantyzm – 10,2%
- inni chrześcijanie – 1,5%
- niezależne kościoły afrykańskie – 1%
- pozostali – 1%.

### Podział administracyjny
Hrabstwo Marsabit posiada jeden wspólny samorząd. Hrabstwo podzielone jest na 6 jednostek administracyjnych.
| Jednostka                          | Populacja | Populacja miast | Siedziba   |
| ---------------------------------- | --------- | --------------- | ---------- |
| Centralny                          | 25 100    | 10 619          | Маrsabit   |
| Gadamoji                           | 12 345    | 0               |            |
| Laisamis                           | 24 011    | 2 817           | Laisamis   |
| Loiyangalani                       | 16,965    | 1 054           |            |
| Maikona                            | 19 518    | 0               | Maikona    |
| North Horr                         | 23 539    | 2 343           | North Horr |
| Razem                              | 121 478   | 16 833          | –          |
| Spis ludności z 1999 roku. Źródła: |           |                 |            |

### Okręgi wyborcze
Hrabstwo składa się z czterech okręgów wyborczych:
- Okręg wyborczy Moyale
- Okręg wyborczy North Horr
- Okręg wyborczy Saku
- Okrę wyborczy Laisamis